# Colosseum Ridge
Colosseum Ridge är en bergstopp i Antarktis. Den ligger i Östantarktis. Australien gör anspråk på området. Toppen på Colosseum Ridge är 1 822 meter över havet, eller 166 meter över den omgivande terrängen. Bredden vid basen är 2,6 km.
Terrängen runt Colosseum Ridge är huvudsakligen kuperad, men söderut är den bergig. Trakten är obefolkad. Det finns inga samhällen i närheten. 